# Iglesia de Nuestra Señora de las Delicias
La Iglesia de Nuestra Señora de las Delicias es un templo católico situado en Madrid. La iglesia actual, inaugurada en 1970, pertenece a la Archidiócesis de Madrid. 

## Ubicación
La Iglesia de Nuestra Señora de las Delicias se encuentra situada en el barrio de Delicias, distrito de Arganzuela, en Madrid. 

## Historia
En 1954 cuando estaban prácticamente concluias las edificaciones de la colonia ferroviaria de Delicias, Leopoldo Eijo y Garay, obispo de Madrid encargó al joven presbítero Antonio Astillero Bastante la atención pastoral de los ferroviarios que vivián en esa zona (Delicias y Atocha). En 1961, el arzobispado solicitó a Renfe la cesión de una parcela en Delicias para construir un templo parroquial. Simultáneamente, la actividad pastoral se desarrollaba en un barracón prefabricado, situado en las confluencias de las calles Bustamante y Ramírez de Prado, donde se celebraba la eucarístia diariamente. Tras la cesión de un terreno de 1.410,40 m² próximo a la estación de Delicias, por parte de Renfe, se iniciaron las obras.
El 19 de marzo de 1970 se inauguró oficialmente el edificio, que fue erigido por decreto de monseñor Casimiro Morcillo. El complejo albergaba tres zonas: el templo, la sacristía y un edificio anejo de tres plantas: baja con aulas, primera con despachos parroquiales y segunda con viviendas de los sacerdotes que atendian la parroquia. En el sótano del templo se encuentra una gran cripta junto con un salón de actos con entradas independientes. En el interior del templo preside la imagen de Nuestra Señora de las Delicias. Avanzando a  su derecha encontramos al Cristo del Buen Camino y las estaciones del vía crucis apoyadas en carriles de ferrocarril, que fue donado por los ferroviarios de la contigua estación de Delicias.
Simultáneamente al nuevo templo, se continuó utilizando el viejo barracón como centro de reuniones haste el 9 de enero de 1996. Ese día, una explosión de gas causó varios muertos y heridos. Tras la retirada de escombros por parte del Ayuntamiento, se instaló un pequeño jardín.

## Arquitectura

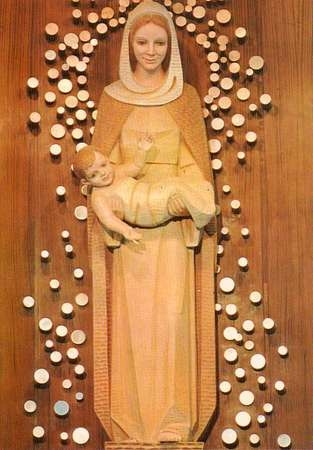
Nuestra Señora de las Delicias (Madrid)

El templo postconciliar, está realizado con una mixtura de hierros, madera y ladrillos. El Cristo de las Delicias, reposa en vertical sobre dos raíles y está situado a la derecha del templo, en la zona próxima a los confesionarios. A su izquierda, iluminada por la luz de un vidriera, se encuentra la Santísima Trinidad con profusión de color.
La imagen de Nuestra Señora de las Delicias  fue diseñada por plebiscito. Los fieles eligieron una imagen de la Virgen mostrando a su Hijo. Su fiesta litúrgica se celebra el 31 de mayo. El templo fue construido por monseñor Antonio Astillero, siendo sustituido posteriormente por Ángel González Prado. Su hermano el también sacerdote y periodista, Jesús González Prado desarrolló su labor pastoral en esta misma parroquia. Posteriormente, han sido otros sacerdotes los que han atendido pasatoralmente a los feligreses de la parroquia: Juan Francisco, Pedro Sabe Andreu, Fortunato García o Jordi Girau.
Desde hace unos años, la parroquia celebra la fiesta del «Séder del Pésaj». El salón de la cripta se convierte en sinagoga y templo. A esta celebración asisten los miembros de la Federación de Comunidades Judías de España. Lo hizo al comienzo Samuel Toledano, y después David Hatchwell. También hay celebraciones con los hermanos evangélicos y los de las diversas ortodoxias. La parroquia tiene aproximadamente a 15.000 fieles que pertenecen o participan en diversas realidades eclesiales: las Ursulinas del Monte Varrallofieles, del Opus Dei, de las Cruzadas de Santa María que atienden el Colegio de Nuestra Señora de las Delicias, de titularidad parroquial.

## Servicios

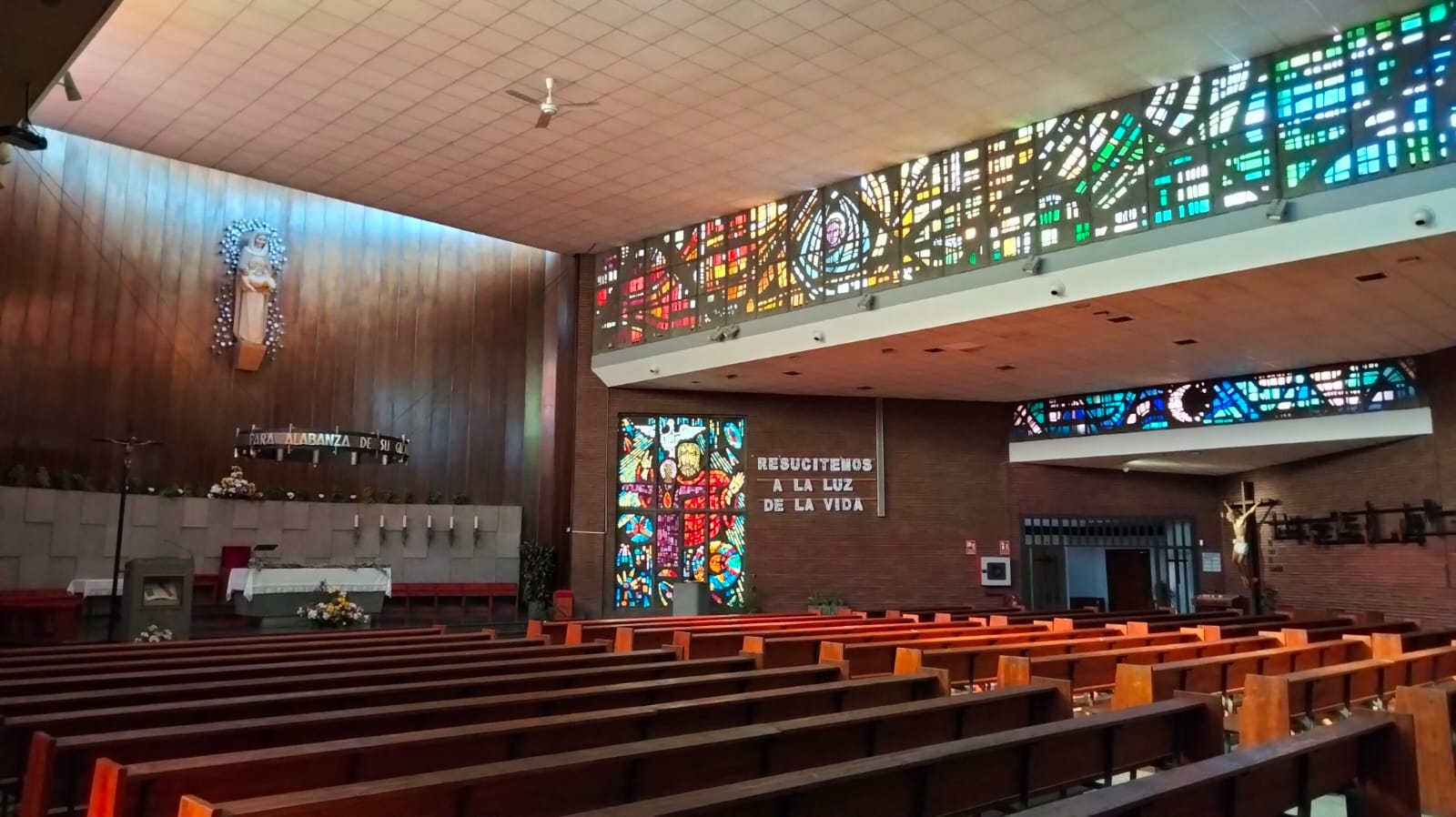
Nave central de la iglesia (vista de la zona derecha)

Es una de las iglesias más populares del barrio y ofrece las siguientes misas semanales:
- lunes a viernes: 7,15 – 9,00 – 19,00 horas
- sábados: 9,00 – 19,00 horas
- domingos y festivos: 9,00 – 11,00 – 12,30 – 19,00 horas